# Матта (село)
Матта (якут. Матта) — село в Мегино-Кангаласском улусе Якутии России. Административный центр и единственный населённый пункт Мегюрёнского наслега. Население — 460 чел. (2021), большинство — якуты .

## География
Село расположено в центре региона на границе с Усть-Алданским улусом, на Центрально-Якутской равнине, на берегу озера Матта.
Климат
В населённом пункте, как и во всем районе, климат резко континентальный, с продолжительным зимним и коротким летним периодами. Зимой погода ясная, с низкими температурами. Устойчивые холода зимой формируются под действием Сибирского антициклона. Средняя температура января −41…-42 °С, июля +17…+18 °С. Осадков выпадает 200—255 мм в год.

## История
Согласно Закону Республики Саха (Якутия) от 30 ноября 2004 года N 173-З N 353-III село возглавило образованное муниципальное образование Мегюрёнский наслег.

## Население
| 2002 | 2010 | 2013 | 2014 | 2015 | 2016 | 2017 | 2018 | 2019 | 2020 | 2021 |
| ---- | ---- | ---- | ---- | ---- | ---- | ---- | ---- | ---- | ---- | ---- |
| 511  | ↘489 | ↘463 | ↗464 | ↘462 | ↗467 | ↘466 | ↘458 | ↗461 | ↘456 | ↗460 |

Национальный состав
Согласно результатам переписи 2002 года, в национальной структуре населения якуты составляли 100 % от общей численности населения в 511 чел..

## Инфраструктура
Животноводство (мясо-молочное скотоводство, мясное табунное коневодство)
Дом культуры, средняя общеобразовательная школа, учреждения здравоохранения и торговли.

## Транспорт
Автодорога федерального значения «Мюрю».

## Палеоантропология и палеогенетика
В 1996 году на юго-западной окраине села Матта на склоне мысовидного выступа 10-метровой террасы к северу от озера было обнаружено поздненеолитическое одиночное погребение. Сначала в старой колее одной из сезонных дорог нашли фрагменты человеческого черепа. При вскрытии погребения нашли левую половину костяка, сохранившегося в анатомическом положении, за исключением отсутствующей кисти руки, на месте которой лежала передняя лапка зайца-беляка, и сильно поврежденной нижней части ноги. Вся правая половина отсутствовала. Погребенная была ориентирована головой на север—северо-восток. По калиброванным радиоуглеродным датам погребение относится ко второй половине III тыс. до н. э. (2469—2290 годы до н. э.), а по обрядовому контексту отличается как от традиций ымыяхтахской культуры, так и белькачинской поздненеолитической культуры, распространенных в тот период на территории Якутии. Анализ данных, полученных по остеологической, одонтологической и краниологической программам, свидетельствуют всё же о большей близости женщины из Матты к носителям ымыяхтахской культуры, чем к белькачинцам. Из костей черепа сохранились фрагменты каменистой части левой височной кости; левой теменной кости с элементами чешуйчатого, сагиттального и ламбдовидного швов; затылочной кости и очень маленький фрагмент правой теменной кости с элементом сагиттального шва. Впервые для поздненеолитического населения Якутии было определено соотношение стабильных изотопов углерода и азота (δ15N и δ13C) в костной ткани. Изотопные показатели (dN15 = +11,5 ‰ +/- 0,2; dC13 = -12,9 ‰ +/- 0,1) характеризуют белковую часть диеты женщины как преимущественно мясную, с низким содержанием рыбных продуктов. Наличие у неё кариеса свидетельствует о заметном присутствии в рационе углеводного компонента, представленного растениями с типом фотосинтеза С4, произраставшими, вероятно, в экстремальных, аридных районах, на степных криоаридных почвах.
У ранненеолитического образца N2a (6845—6675 л. н.) из могильника Матта (Matta) на озере Матта определили митохондриальную гаплогруппу F1d.

## Известные люди
- Кычкин, Иннокентий Семёнович ― участник Великой Отечественной войны, снайпер, уничтожил 48 солдат и офицеров противника[19].